# Werner Grübmeyer

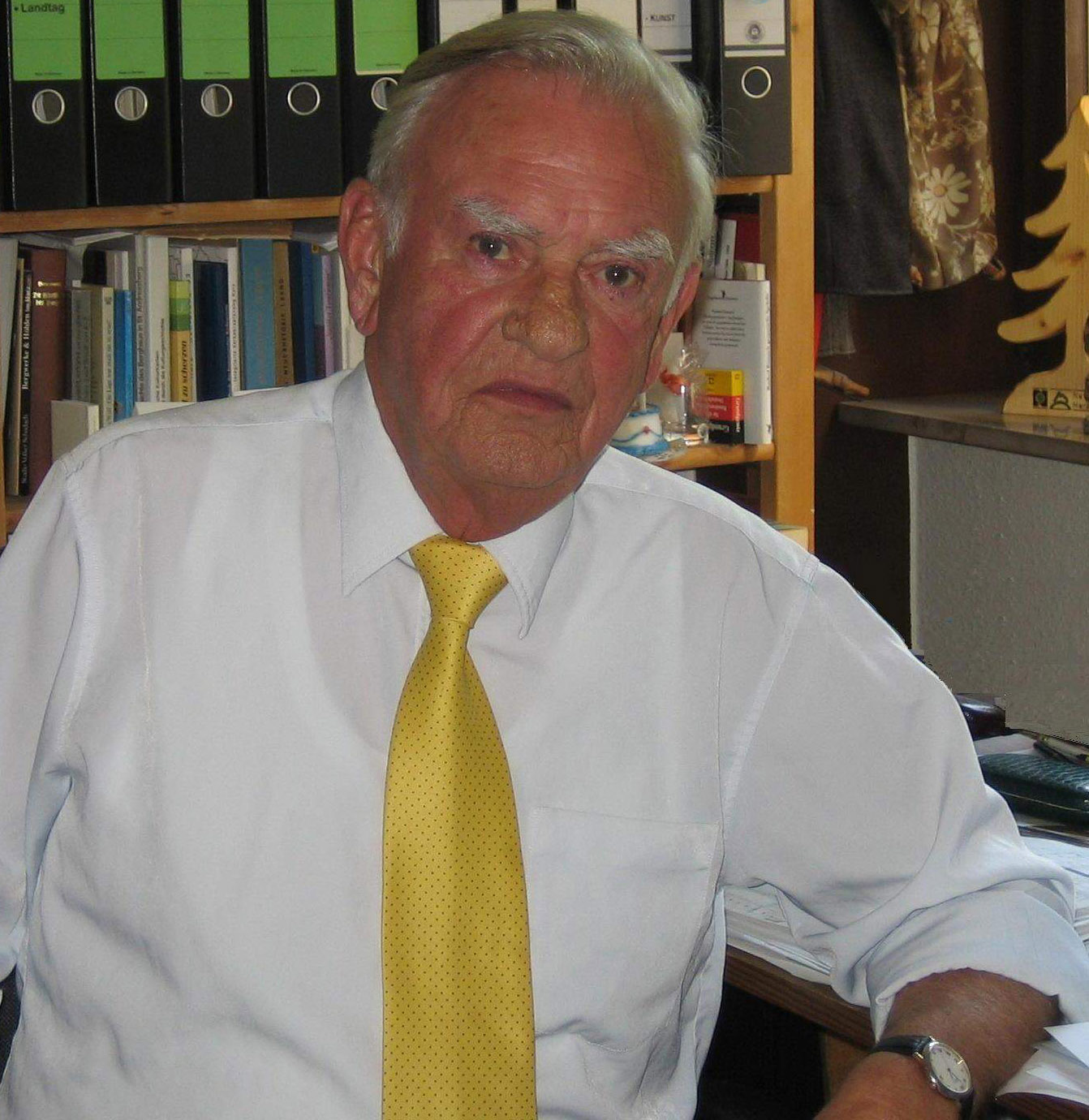
Werner Grübmeyer (2008)

Werner Grübmeyer (* 1. Juni 1926 in Lehe bei Bremerhaven; † 5. Oktober 2018 in Hannover) war ein deutscher Politiker der CDU. Während seiner politischen Laufbahn engagierte er sich für die Landes- und Kommunalpolitik, den Behindertensport und den Naturschutz. Von 1978 bis 1986 war er Abgeordneter im Niedersächsischen Landtag.

## Leben
Grübmeyer besuchte nach Schule und Landjahr die Heeres-Unteroffiziers-Vorschule in Hannover und wurde im Zweiten Weltkrieg Soldat der Wehrmacht. Im Oktober 1944 wurde er als Soldat schwer verwundet und war dadurch zu 100 Prozent kriegsbeschädigt. Nach dem Ende des Zweiten Weltkriegs begann er sein Hochschulstudium für das Lehramt und war als Lehrer in unterschiedlichen Schulformen tätig.
Grübmeyer kam 1956 nach Sankt Andreasberg als Rektor an die dortige Haupt- und Realschule und wurde am 19. März 1961 zum Bürgermeister der Stadt gewählt. Dieses Amt nahm er für mehr als 37 Jahre wahr. Als Bürgermeister und Ratsmitglied der Stadt erkämpfte er die Durchsetzung des Prädikats „Staatlich anerkannter Heilklimatischer Kurort“, den Erhalt des örtlichen Krankenhauses sowie die Eigenständigkeit der Bergstadt Sankt Andreasberg.
Er wurde Dezernent beim Regierungspräsidenten in Hannover und war als Referent im Ministerium für Wissenschaft und Kunst und im Kultusministerium tätig. Er war Vorsitzender im Schulausschuss des Niedersächsischen Städtetages, Mitglied des Aufsichtsrates der Wohnbau Gandersheim, Mitglied des Verwaltungsrates der Sparkasse Clausthal-Zellerfeld und Mitglied im Vorstand des Behindertensportverbandes Niedersachsen.
Im Jahr 1961 wurde Grübmeyer Ratsherr und Bürgermeister der Bergstadt Sankt Andreasberg. Ferner war er zwischen 1961 und 1968 Kreistagsabgeordneter und Mitglied des Kreisausschusses des Landkreises Zellerfeld. 1974 wurde er Kreistagsabgeordneter und Mitglied des Kreisausschusses sowie Vorsitzender der CDU-Kreistagsfraktion des Landkreises Goslar.
Am 21. Juni 1978 zog Grübmeyer als Direktkandidat der CDU in der neunten Wahlperiode in den Niedersächsischen Landtag ein. Er wurde in der zehnten Wahlperiode wiedergewählt und blieb so Landtagsabgeordneter bis 1986.
Darüber hinaus engagierte sich Grübmeyer in zahlreichen Vereinen und nahm eine Vielzahl ehrenamtlicher Tätigkeiten wahr. Bereits kurz nach dem Zweiten Weltkrieg gründete er verschiedene Vereine und leitete diese teilweise auch. Er war der erste niedersächsische Landes-Versehrtensportwart, organisierte das Bundesversehrtensportfest 1954 in Alfeld und die internationalen Winterspiele für Behinderte von 1961 bis 1964. Darüber hinaus war Grübmeyer Mitglied des Niedersächsischen Sportbeirats, des Bundesfachausschusses Sport, Kreisvorsitzender des Sozialverbandes Deutschland, Vorsitzender des Kuratoriums unteilbares Deutschland, Vorsitzender des Kuratoriums der Niedersächsischen Landeszentrale für Politische Bildung, Mitglied des ZDF-Fernsehrates und über 30 Jahre lang Vorsitzender des Schul- und Kulturausschusses des Deutschen Städtetages. Seit 1959 war Grübmeyer außerdem Fachberater der TU Clausthal und war Mitbegründer des Clausthaler Umweltinstitutes CUTEC (Aninstitut der Universität). Nach der Wende 1989 hat er sich intensiv für Harzer Belange eingesetzt. Er begleitete die Gründung des Nationalparks Harz in Niedersachsen intensiv und war seit der Fusion mit dem Nationalpark Hochharz in Sachsen-Anhalt zum heutigen länderübergreifenden Nationalpark Harz 2006 Vorsitzender des Nationalparkbeirats.
Aus seiner ersten Ehe hatte Werner Grübmeyer drei Kinder. Später heiratete er die NDR-Moderatorin Renate Funke.

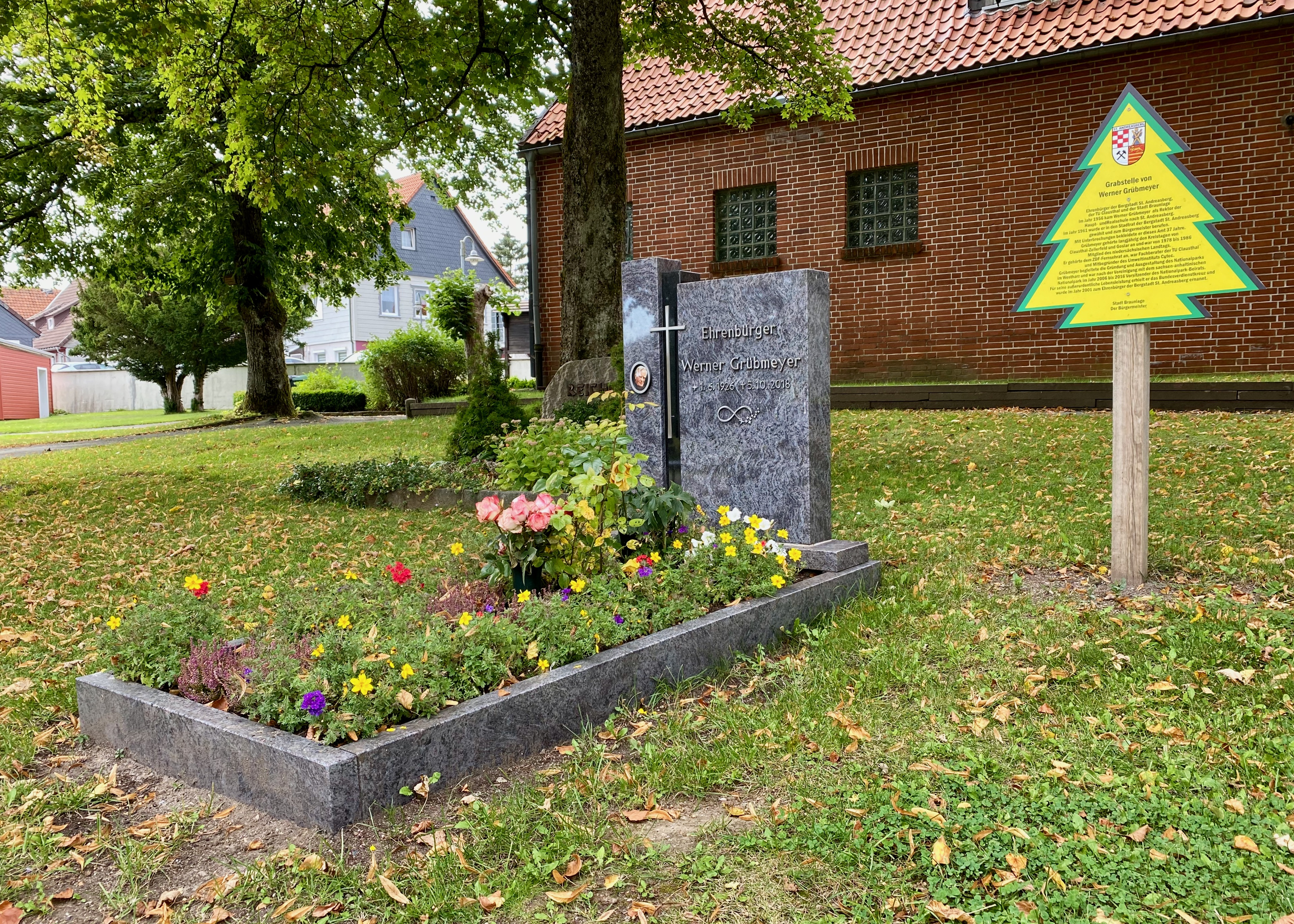
Grab und Dennert-Tanne

Grübmeyer wurde auf dem Friedhof St. Andreasberg beigesetzt. Eine von der Stadt Braunlage gestiftete Dennert-Tanne erinnert an seinem Grab an seine Lebensleistung.
Am 2. Oktober 2020 wurde in Sankt Andreasberg das Sammelarchiv des St. Andreasberger Verein für Geschichte und Altertumskunde e. V. eröffnet. Zur Eröffnung hat die Witwe Grübmeyers dessen 30 Bände umfassenden Nachlass übergeben.

## Ehrungen
1954 wurde ihm das Silberne Lorbeerblatt, die höchste sportliche Auszeichnung in Deutschland, verliehen.
Anlässlich der Eröffnung des Metallurgischen Zentrums wurde Grübmeyer 1985 zum Ehrenbürger der TU Clausthal ernannt. Diese ehrte ihn 2006 erneut mit der Benennung eines Hörsaals nach ihm.
Seit 1997 war er Träger des Großen Bundesverdienstkreuzes. Die Verleihung fand am 20. August 1997 im Gästehaus der Niedersächsischen Landesregierung in Hannover statt. Der Laudator, Frank-Walter Steinmeier, sagte zur Arbeit Grübmeyers: 

„Mich hat bei den vielen Zusammentreffen, die wir hatten, immer wieder angerührt die Paarung von Hartnäckigkeit und Charme, mit der Sie Ihre Ziele und Interessen verfolgen – eine Doppeleigenschaft, von der ich mir sicher bin, daß darin Ihr ganz persönliches Erfolgsgeheimnis liegt.“

2001 wurde Grübmeyer zum Ehrenbürger von Sankt Andreasberg ernannt.
2016 wurde der Dreibrode-Rundwanderweg nach ihm benannt und ihm die Ehrennadel des Landes Sachsen-Anhalt verliehen.